# 아합
아합(히브리어: אַחְאָב‎, 현대 히브리어: 'Aẖ'av, 티베리아 히브리어: ʼAḥʼāḇ; 아카드어: 𒀀𒄩𒀊𒁍 아하아부; 기원전 871년 ~ 851년)은  북이스라엘 왕국의 7대 왕이자 오므리 왕가의 두 번째 왕이다. 구약성서 열왕기상, 열왕기하의 기록에 의하면 그는 모압 왕에게서 어린 양 십만 마리와 숫양 십만 마리의 털을 조공으로 받는 등 강력한 통치를 발휘했다. 그러나 바알 숭배자인 이세벨을 아내로 맞이하면서 바알의 신전을 세우고 바알을 섬기는 제단을 쌓았다. 성경은 그의 행동을 가리켜 '역대 다른 왕들보다 더 악했다'고 평가하고 있다. 그의 재위 기간 동안 예언자 엘리야가 활동했다.

## 성서에서의 묘사

### 우상 숭배와 죄악
아합은 오므리의 아들로 오므리가 죽자 왕위에 올랐다. 그는 사마리아에서 이십이 년 동안 이스라엘을 다스렸다. 성경은 그가 느밧의 아들 여로보암이 지은 죄를 그대로 따라 했다고 기록하고 있다. 다름 아닌 아합은 페니키아 왕실 여자인 이세벨을 아내로 맞아, 이세벨과 함께 여호와의 선지자들을 핍박했고, 여호와의 선지자들을 살해했기 때문이다.  또한 아세라 우상도 만들어 섬겼다. 그의 행동은 여호와를 노하게 했다.
한편 아합이 왕으로 있는 동안에 다음과 같은 일이 발생했다. 벧엘 사람 히엘이 여호수아에 의해 무너졌던 도시 여리고를 세운 것이다. 이 때문에 히엘은 자신의 맏아들 아비람을 잃었다. 그리고 히엘이 여리고 성문을 세울 때에는 막내아들 스굽이 죽임을 당했다.

### 예언자 엘리야의 경고와 이적
어느 날은 길앗의 티스베에 사는 예언자 엘리야가 아합에게 와서 바알숭배, 엄밀하게 말하면 야훼와 바알을 모두 숭배하는 이스라엘 민족의 우상숭배에 대한 징벌로 가뭄이 있을 것이라는 경고를 했다. 그러자 그의 말처럼 온 이스라엘에는 몇 해 동안 비가 내리지 않아 큰 가뭄에 시달렸다. 이에 아합은 엘리야를 죽이기 위해 궁내 대신 오바댜와 함께 그를 찾아 나섰고 엘리야를 만나 갈멜 산에서 대결을 벌였다. 바알의 예언자 450명을 상대로 엘리야에 맞섰다. 엘리야가 갈멜산에서 대결한 이유는 이스라엘 민족에게 참된 신이 누구인가를 말해주기 위한 것이었다. 바알의 응답은 없었고 엘리야는 하나님의 도움으로 이겼다.

## 이스라엘의  혼란
엘리야가 이기자 아합은 자신의 왕궁을 향해 도망치고. 이스라엘에는 3년 만에 비가 내려 가뭄이 끝났다. 엘리야는 하나님의 도움으로 궁궐로 도망치는 아합의 전차를 앞질러 이스라엘에 먼저 도착했다.
이에 이세벨은 엘리야를 죽이려 했고 엘리야는 이를 피해 광야로 도망쳤다. 그곳에서 하자엘을 아람 임금, 예후를 새 이스라엘 임금, 엘리사를 자신의 뒤를 이를 예언자로 기름을 부으라는 하나님의 명령을 받는다. 이후 엘리야는 사밧의 아들 엘리사를 만나 그를 후계자로 세웠다.
한편 아람 왕 벤 하닷이 전군을 이끌고 사마리아를 공격하자 아합은 이에 맞서 싸운 끝에 아람군을 이겨 말과 병거를 쳐부수고 아람군을 크게 무찔렀다.

### 아람의 재침략과 나봇의 포도밭
그러나 곧 벤 하닷은 다시 군사를 소집해 아펙으로 올라갔다. 그곳에서 이스라엘군은 적은 수에도 불구하고 하나님의 믿음을 걸고 싸운 끝에 아람군 보병 10만을 쳐죽이고 성벽을 무너뜨려 나머지 2만 7000명을 죽였다. 그리고 벤 하닷을 사로잡았다가 다시 놓아주었다.
이후 한 예언자가 아합을 저주하는 사건이 발생했다. 그 뒤 아합을 이스르엘의 사마리아 궁 옆에 있는 나봇이 가지고 있던 포도밭을 가지려했다. 아합을 나봇에게 더 좋은 포도밭을 주고 그 포도밭을 사려 했으나 나봇을 이 밭은 하나님의 땅임을 증명하면서 이를 거절했다. 이에 이세벨은 나봇을 재판에 넘겨 거짓 증언을 하게 하여 나봇을 죽이고 포도밭을 빼앗았다. 이에 엘리야가 다시 나타나 아합에게 저주의 경고를 내렸고 아합을 이에 회개하면서 기도해 아합이 아닌 자신의 아들에게 재앙을 내리는 것으로 바꾸었다.

### 아람과의 전쟁과 아합의 죽음
그 뒤 아람과 이스라엘 사이에는 3년간 전쟁이 없었으나 3년째가 되는 해 유다 왕국의 여호사밧이 방문하자 아합은 유다 왕국과 힘을 합쳐 아람에게 빼앗겼던 길르앗 라못을 되찾으려 했다. 아합은 예언자들을 불러 전투에서 이길지 물어보게 하였다. 다른 예언자들이 전쟁에서 이길 것이라고 아부하자, 아합은 미가야 예언자를 데려오게 하였다. 미가야예언자는 하나님께서 말씀하시는대로 말해야 하는 예언자의 양심에 따라 야훼께서 아합을 징벌하시기로 하셔서, 아합은 전쟁에서 패할 것이라고 말하였다. 또한 거짓 예언자들은 하나님의 말씀이 전하는게 아니라, 거짓말을 하고 있다고 비판했다. 그의 말대로 아합은 여호사밧과 함께 라못 길앗에서 아람과 전투를 벌였으나 전투 중 한 아람 병사가 무턱대고 쏜 화살에 맞아 저녁 때 전사했다.